# Santos que yo te pinte
«Santos que yo te pinte» es el tercer sencillo del álbum de Los Planetas Unidad de desplazamiento.
Entre los nuevos temas, se incluye una nueva grabación de Santos que yo te pinte interpretada por Antonio Arias (cantante de Lagartija Nick y coproductor del primer disco de Los Planetas, Medusa ep) y Pepe Fernández.

## Lista de canciones
1. Santos que yo te pinte 4:41
2. Yo maté al A&R de Sony 6:14
3. Cáncer 5:11
4. Santos que yo te pinte 5:02

## Reediciones
En 2005 se incluyó, en formato CD, en la caja Singles 1993-2004. Todas sus caras A / Todas sus caras B (RCA - BMG). El cofre se reeditó, tanto en CD como en vinilo de 10 pulgadas, por Octubre / Sony en 2015.

## Videoclip
El vídeo promocional fue dirigido por Marc Lozano y Rubén Latre para Les Nouveaux Auteurs.
Está disponible en el VHS Los Planetas. Videografía (viacarla.com, 2000), como contenido extraordinario de Encuentro con entidades DVD (RCA - BMG 2002), en el DVD que acompañaba al single Corrientes circulares en el tiempo (RCA - BMG 2002) y en el DVD Principios básicos de Astronomía (Octubre - Sony Music Entertainment 2009).

## Versión en directo
El 29 de marzo de 2019 se edita una versión en directo de Santos que yo te pinte en plataformas digitales.
El sencillo digital se suponía que anticipaba el primer álbum en vivo de la carrera de Los Planetas.
El 14 de junio de 2019 se publica en vinilo rojo de 7 pulgadas, en edición limitada a 1993 unidades, con diseño de Javier Aramburu, carpeta tipo díptico e insert tipo tríptico con textos de Francisco Baena (director del Centro José Guerrero de Granada).

### Lista de canciones
1. Santos que yo te pinte (en directo) 5:14
2. Señora de las alturas (en directo)

Canciones interpretadas el 7 de diciembre de 2017 en el WiZink Center de Madrid.
Mezclado por Carlos Díaz en el Cortijo de Santa María de la Vega (Granada) asistido por Jaime Beltrán. Masterizado por Zlaya Loud.

## Versiones deSantos que yo te pinte
- El  estribillo de la canción Gasto mis días del álbum Chulería (C.R.E.A.M., 2003) de Mucho Muchacho ("santos que yo te pinte, demonios se tienen que volver") coincide con él de Santos que yo te pinte.
- Bebé sangre y la Niña Serpiente publican el 10 de mayo de 2017 su interpretación del tema en su Bandcamp.[3]
- Fangoria recogen una versión de Santos que yo te pinte en su disco Extrapolaciones y dos preguntas (1989-2000) (Warner Music Group, 2019).[4]
- Amaia da su visión del tema en su álbum Cuando no sé quién soy (Universal Music Spain, 2022).[5]